# Айдан Шенер
Айдан Шенер (тур. Aydan Şener) ((1 березня 1963 , Кіліс )) — турецька модель та кіноактриса, відома роллю Феріде в серіалі «Корольок — пташка співоча».

## Біографія
Айдан Шенер народилася 1 березня 1963 року в маленькому містечку Кіліс на південному сході Туреччини в татарській родині музикознавця та домогосподарки. Пращури Айдан по батьківській лінії були з Казані. У 1877 році, не бажаючи приймати хрещення, її прадід із сім'єю емігрували. Тоді багато мусульман, не бажаючи приймати християнство, залишали рідні місця і переселялися до Туреччини.
Коли Айдан Шенер була ще зовсім маленькою, її батьки переїхали до Бурси, де закінчила школу.
У 18-річному віці Айдан Шенер виграла конкурс краси «Міс Туреччина» і представляла свою країну на «Міс Світу» 1981 року. Але того разу корона дісталася венесуелці Пілін Леон. Після отримання титулу «Міс Туреччина» вона успішно реалізовувала себе у модельному бізнесі. Також знімалася у рекламі. Незабаром дебютувала у кіно. Роль Феріде у серіалі «Корольок — пташка співоча» принесла їй світову славу.

## Родина
1983 року Айдан Шенер вийшла заміж за Айхана Акбіна. На той час він був гравцем збірної Туреччини з футболу. За п'ять років у них народилася дочка Еджем (Ecem). Але в 1991 році подружжя розлучилося.

## Кінокар'єра
Айдан Шенер стала відома роллю Феріде в екранізації книги Решата Нурі Ґюнтекіна «Чаликушу». Роман був визнаний світовою класикою. Режисером фільму став Осман Седен.
Ще одним відомим фільмом актриси став «Чумацький шлях». Айдан виконала роль головної героїні Зюляль. Потім вона виконала роль «нічного метелика» Муалла-ханим у «Заклеймованих трояндах» («Mühürlü güller»).
Головним чином, знімалася у драматичних та мелодраматичних серіалах. Як зізнається сама Айдан Шенер: «У Туреччині фільми знімаються, але не так багато, як хотілося б. У нас досить багато професійних, цікавих акторів, але вони, щоб заробити життя, змушені брати участь у якихось телевізійних проєктах, зніматися у рекламі». Періодично актрису можна побачити у популярних шоу та телепередачах.

## Відвідування Казані
У червні 2004 року Айдан Шенер на запрошення Міністерства культури Республіки Татарстан відвідала історичну батьківщину — Казань. Актриса стала гостею на випускному балі учнів татарсько-турецького ліцею, була присутня на відкритті міжнародної конференції міст Всесвітньої спадщини Євразії, а також взяла участь у святкуванні національного татарського свята Сабантуй.
У 2007 році актриса знову побувала у Казані. Під час урочистого закриття III міжнародного Кінофестивалю Мусульманського Кіно «Золотий Мінбар» вона разом із Мустафою Балчиком, вручила Спеціальний приз міжнародної організації ТЮРКСОЮ «за відображення культури та традицій народів тюркського світу» режисеру фільму «Бабай» Альберту Шакірову.
Про свій приїзд Айдан Шенер розповіла так: «Я приїжджала до Казані 3 роки тому і рада приїхати сюди знову. Цей фестиваль робить важливий внесок у розвиток кінематографа».

## Фільмографія
- «Küçük Ağa» (ТВ) (1983) — Еміне
- «Корольок — пташка співуча» (1986) — Феріде
- Yeniden dogmak (серіал) (1987) — Фатма
- Чумацький шлях (1989) — Зюляль
- «Дві особи Стамбула» (ТВ) (1991)
- Yol Palas Cinayeti (серіал) (1991)
- «Ay Işığında Saklıdır» (ТВ) (1996) — Шуле
- Yüzlesme (ТВ) (1996) — Гюляй Гюль
- «Bir askin bittigi yer» (1996) — Айша
- «Nefes Alamıyorum» (серіал) (1996) — Суна
- «Nice yillardan sonra» (серіал) (1997) — Нільгун
- «Huznun yuzu» (ТВ) (1997) — Єбру Єртюрк
- «Ah Nalan Ah» (ТВ) (1997) — Налан
- Sakin Kasabanın Kadını (1997) — Серап
- «Kumru» (ТВ) (2000) — Кумру
- «Mühürlü güller» (серіал) (2003) — Муалла
- Beni bekledinse (ТВ) (2004) — Еміне
- «Masum degiliz» (серіал) (2005) — Зейда
- «Evimin Erkeği» (серіал) (2007)
- «Fikrimin İnce Gülü» (серіал) (2007) — Зехра
- «Sürgün Hayatlar» (серіал) (2008) — Еулюль
- «Kırmızı Işık» (серіал) (2008) — Сунушу
- Yıllar sonra (2011)
- «Kalbimdeki deniz» (серіал) (2017) — Zahide Oğuz
- «Menajerimi Ara» (серіал) (2021) — Кендісі
- «Серцевий біль» (серіал) (2022) — Армаган Ондер

## Нагороди
- Міс Туреччини — 1981